# Blauwborsttangare
De blauwborsttangare (Tangara cyanoventris) is een zangvogel uit de familie Thraupidae (tangaren).

## Verspreiding en leefgebied
Deze soort is endemisch in zuidoostelijk Brazilië, met name van zuidelijk Bahia en zuidoostelijk Minas Gerais tot oostelijk São Paulo.